# Wierzchosława Bolesławówna
Wierzchosława Bolesławówna – księżniczka piastowska, córka Bolesława Mieszkowica, księcia kujawskiego i Dobrosławy pomorskiej albo Bolesława IV Kędzierzawego i Wierzchosławy nowogrodzkiej.

## Pochodzenie
O jej życiu niewiele wiadomo, poza tym, że była mniszką w klasztorze norbertanek w Strzelnie. W starszej literaturze przedmiotu O. Balzer opowiadał się za filiacją z Bolesławem Mieszkowicem, księciem Kujaw. Pogląd swój opierał na dokumencie wystawionym przed 1215 dla klasztoru strzelnieńskiego przez Konrada I mazowieckiego, w którym, wśród świadków, była wymieniona Wierzchosława. Dokument zawierał również informację o filiacji z bliżej nieokreślonym Bolesławem. Współcześni genealodzy (m.in.  E. Rymar) odrzucają ją na rzecz Audacji Małgorzaty, żony Henryka I, hrabiego zwierzyńskiego i NN, córki, żony Jaksy z Salzwedel. Obie dawniej uważane były za przedstawicielki dynastii sławieńskiej. W wydanej w 2009 biografii Bolesława IV Kędzierzawego Magdalena Biniaś-Szkopek poparła hipotezę S. Łaguny i uznała ją za córkę tego właśnie władcy, urodzoną z jego pierwszej żony Wierzchosławy nowogrodzkiej, zapewne około 1160.
Wierzchosława zmarła 2 stycznia albo 11 września po 1212 w strzelnieńskim klasztorze Norbertanek i tamże została prawdopodobnie pochowana.

### Genealogia
|  |  | Bolesław Mieszkowic? ur. 1159 zm. 13 IX 1195 | Bolesław Mieszkowic? ur. 1159 zm. 13 IX 1195 |  |  |  |  |  |  | Dobrosława pomorska? ur. przed 1177 zm. zap. po 1226 | Dobrosława pomorska? ur. przed 1177 zm. zap. po 1226 |  |  |
|  |  |                                              |                                              |  |  |  |  |  |  |                                                      |                                                      |  |  |
|  |  |                                              |                                              |  |  |  |  |  |  |                                                      |                                                      |  |  |
|  |  |                                              |                                              |  |  |  |  |  |  |                                                      |                                                      |  |  |

|  |  |  |  | Wierzchosława Bolesławówna (ur. przed 1195, zm. 2 I po 1212) |

### Opracowania
- Balzer O., Genealogia Piastów, Kraków 1895.
- Edward Rymar, Rodowód książąt pomorskich, Szczecin: Książnica Pomorska im. Stanisława Staszica, 2005, ISBN 83-87879-50-9, OCLC 69296056. Brak numerów stron w książce

### Literatura dodatkowa (opracowania)
- Balzer O., Genealogia Piastów, Kraków 2005, ISBN 83-918497-0-8, ss. 394-395.